# Austrohancockia longidorsalis
Austrohancockia longidorsalis är en insektsart som beskrevs av Zheng, Z. 2008. Austrohancockia longidorsalis ingår i släktet Austrohancockia och familjen torngräshoppor. Inga underarter finns listade i Catalogue of Life.